# Hassels
Hassels, Düsseldorf-Hassels — dzielnica miasta Düsseldorf w Niemczech, w okręgu administracyjnym 9, w kraju związkowym Nadrenia Północna-Westfalia, w rejencji Düsseldorf.  